# Renealmia battenbergiana
Renealmia battenbergiana är en enhjärtbladig växtart som beskrevs av George Baker Cummins och John Gilbert Baker. Renealmia battenbergiana ingår i släktet Renealmia och familjen Zingiberaceae. Inga underarter finns listade i Catalogue of Life.